# Tatra 72
Pour les articles homonymes, voir T72.
Le Tatra 72 était un modèle de camion militaire tout-terrain fabriqué par le constructeur tchèque Tatra entre 1933 et 1937. Il était généralement utilisé pour le transport de marchandises militaires (principalement des munitions), de personnel et du remorquage de pièces d'artillerie dans les armées tchécoslovaques et plus tard allemandes. Le modèle a également été construit sous licence en France par Lorraine-Dietrich, sous le nom de Lorraine 72 (it).
Le véhicule était équipé d'un moteur quatre cylindres à plat OHC refroidi par air de 1 910 cm3 et d'une puissance nominale de 22 kW (30 hp). La consommation de carburant atteignait 20 litres aux 100 km. Les camions avaient 3 essieux, les deux essieux arrière étaient moteurs, ce qui permettait d'obtenir une capacité tout-terrain nettement supérieures à la majorité des modèles concurrent. Il y avait 4 vitesses et 1 marche arrière. Le châssis du camion, basé sur la conception du Châssis central Tatra, est doté d'un poids à vide de 908 kg, et la version passager pesait généralement entre 1 300 et 1 400 kg,. Le Tatra 72 était capable d'atteindre une vitesse de 65 km/h sur route. Dans la version passagers la plus courante, il était capable de transporter 13 hommes en plus du conducteur, ou 1 500 kg de marchandises.
À partir de 1934, des châssis de Tatra 72 ont été largement modifiés pour produire une voiture blindée OA vz. 30 (de). D'autres versions spécialisées comprenaient des poseurs de câbles téléphoniques (52 construits entre 1933 et 1935) et des automitrailleuses (23 livrés en août 1934). Un autre modèle courant (80 produits) était les voitures de maintenance et commandement, construites avec deux longueurs de cabine différentes, capables de transporter 5 passagers plus un espace mixte cargo-passagers à l'arrière. Ces véhicules étaient régulièrement remis aux commandants des régiments d'artillerie de l'armée tchécoslovaque.

## Galerie d'images

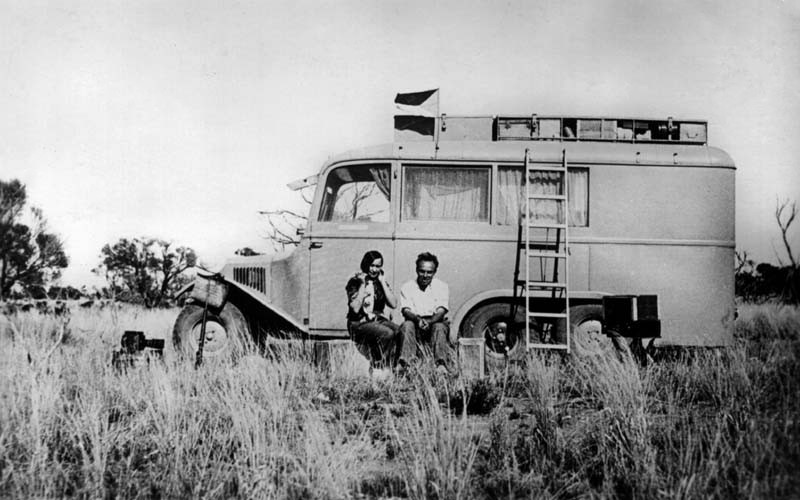
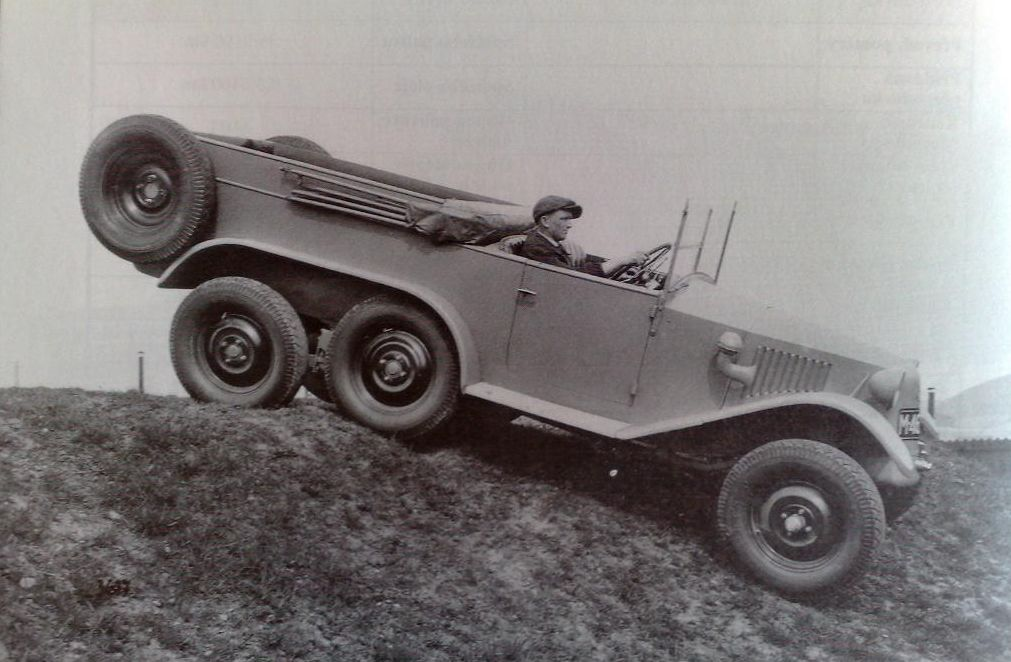